# Kent (Washington)
Kent è una città degli Stati Uniti d'America, nella Contea di King, nello Stato di Washington.
La popolazione era di 129 618 abitanti nel 2018.